# USA's delstatssymboler
 Der er for få eller ingen kildehenvisninger i denne artikel, hvilket er et problem. Du kan hjælpe ved at angive troværdige kilder til de påstande, som fremføres i artiklen.

USA er inddelt i 50 delstater, der hver har en række symboler. Denne artikel dækker flag, segl, og andre symboler for USA's delstater.

## Flag
Se artiklen USA's delstatsflag.

## Forkortelser
Hver delstat har en forkortelse på to bogstaver, som bruges ved det amerikanske postvæsen. De er angivet nedenfor. Se engelsk Wikipedia for detajler: List of U.S. state and territory abbreviations.
| Delstat       | Forkortelse |
| ------------- | ----------- |
| Alabama       | AL          |
| Alaska        | AK          |
| Arizona       | AZ          |
| Arkansas      | AR          |
| Californien   | CA          |
| Colorado      | CO          |
| Connecticut   | CT          |
| Delaware      | DE          |
| Florida       | FL          |
| Georgia       | GA          |
| Hawaii        | HI          |
| Idaho         | ID          |
| Illinois      | IL          |
| Indiana       | IN          |
| Iowa          | IA          |
| Kansas        | KS          |
| Kentucky      | KY          |
| Louisiana     | LA          |
| Maine         | ME          |
| Maryland      | MD          |
| Massachusetts | MA          |
| Michigan      | MI          |
| Minnesota     | MN          |
| Mississippi   | MS          |
| Missouri      | MO          |

| Delstat        | Forkortelse |
| -------------- | ----------- |
| Montana        | MT          |
| Nebraska       | NE          |
| Nevada         | NV          |
| New Hampshire  | NH          |
| New Jersey     | NJ          |
| New Mexico     | NM          |
| New York       | NY          |
| North Carolina | NC          |
| North Dakota   | ND          |
| Ohio           | OH          |
| Oklahoma       | OK          |
| Oregon         | OR          |
| Pennsylvania   | PA          |
| Rhode Island   | RI          |
| South Carolina | SC          |
| South Dakota   | SD          |
| Tennessee      | TN          |
| Texas          | TX          |
| Utah           | UT          |
| Vermont        | VT          |
| Virginia       | VA          |
| Washington     | WA          |
| West Virginia  | WV          |
| Wisconsin      | WI          |
| Wyoming        | WY          |

## Mottos
Se engelsk Wikipedia for detajler: List of U.S. state and territory mottos.
| Delstat        | Motto                                                                                 | Sprog         | Oversættelse                                                                            |
| -------------- | ------------------------------------------------------------------------------------- | ------------- | --------------------------------------------------------------------------------------- |
| Alabama        | Audemus jura nostra defendere                                                         | Latin         | Vi vover at forsvare vore rettigheder                                                   |
| Alaska         | North to the Future                                                                   | Engelsk       | Nord mod fremtiden                                                                      |
| Arizona        | Ditat Deus                                                                            | Latin         | Gud beriger                                                                             |
| Arkansas       | Regnat populus                                                                        | Latin         | Folket regerer                                                                          |
| Californien    | Eureka                                                                                | Græsk         | Heureka (Jeg har fundet det)                                                            |
| Colorado       | Nil sine numine                                                                       | Latin         | Intet uden magten                                                                       |
| Connecticut    | Qui transtulit sustinet                                                               | Latin         | Den der flytter overlever                                                               |
| Delaware       | Liberty and Independence                                                              | Engelsk       | Frihed og uafhængighed                                                                  |
| Florida        | In God We Trust                                                                       | Engelsk       | Vi stoler på Gud                                                                        |
| Georgia        | Wisdom, Justice, Moderation                                                           | Engelsk       | Visdom, retfærdighed, moderathed                                                        |
| Hawaii         | Ua mau ke ea o ka ʻāina i ka pono                                                     | Hawaiiansk    | Landets liv foreviges i retfærdighed                                                    |
| Idaho          | Esto perpetua                                                                         | Latin         | Lad det vare evigt                                                                      |
| Illinois       | State sovereignty, national union                                                     | Engelsk       | Delstatens suverænitet, national enhed                                                  |
| Indiana        | The Crossroads of America                                                             | Engelsk       | Amerikas vejkryds                                                                       |
| Iowa           | Our liberties we prize and our rights we will maintain                                | Engelsk       | Vores friheder vi priser og vores rettigheder vi vil fastholde                          |
| Kansas         | Ad astra per aspera                                                                   | Latin         | Til stjernerne gennem vanskeligheder                                                    |
| Kentucky       | United we stand, divided we fall Deo gratiam habeamus                                 | Engelsk Latin | Forenet står vi, opdelt falder vi Lad os være Gud taknemmelige                          |
| Louisiana      | Union, justice, confidence                                                            | Engelsk       | Enhed, retfærdighed, tillid                                                             |
| Maine          | Dirigo                                                                                | Latin         | Jeg fører                                                                               |
| Maryland       | Fatti maschi, parole femine                                                           | Italiensk     | Stærke gerninger, bløde ord                                                             |
| Massachusetts  | Ense petit placidam sub libertate quietem                                             | Latin         | Ved sværdet søger han fred, men fred kun gennem frihed                                  |
| Michigan       | Si quaeris peninsulam amoenam circumspice                                             | Latin         | Hvis du søger en behagelig halvø, se dig omkring                                        |
| Minnesota      | L'étoile du Nord                                                                      | Fransk        | Nordens stjerne                                                                         |
| Mississippi    | Virtute et armis                                                                      | Latin         | Magt og våben                                                                           |
| Missouri       | Salus populi suprema lex esto                                                         | Latin         | Lad folkets velfærd være den øverste lov                                                |
| Montana        | Oro y plata                                                                           | Spansk        | Guld og sølv                                                                            |
| Nebraska       | Equality before the law                                                               | Engelsk       | Lighed under loven                                                                      |
| Nevada         | All For Our Country                                                                   | Engelsk       | Alt for vort land                                                                       |
| New Hampshire  | Live Free or Die                                                                      | Engelsk       | Lev frit eller dø                                                                       |
| New Jersey     | Liberty and prosperity                                                                | Engelsk       | Frihed og velstand                                                                      |
| New Mexico     | Crescit eundo                                                                         | Latin         | Det stiger                                                                              |
| New York       | Excelsior                                                                             | Latin         | For evigt opad                                                                          |
| North Carolina | Esse quam videri                                                                      | Latin         | At være, ikke at forekomme                                                              |
| North Dakota   | Liberty and union, now and forever, one and inseparable Serit ut alteri saeclo prosit | Engelsk Latin | Frihed og enhed, nu og for evigt, en og uadskillelig Man såer for en anden alders skyld |
| Ohio           | With God, all things are possible                                                     | Engelsk       | Med Gud er alt muligt                                                                   |
| Oklahoma       | Labor omnia vincit                                                                    | Latin         | Arbejde overkommer alting                                                               |
| Oregon         | Alis volat propriis                                                                   | Latin         | Hun flyver med egne vinger                                                              |
| Pennsylvania   | Virtue, liberty, and independence                                                     | Engelsk       | Dyd, frihed, og uafhængighed                                                            |
| Rhode Island   | Hope                                                                                  | Engelsk       | Håb                                                                                     |
| South Carolina | Dum spiro spero Animis opibusque parati                                               | Latin         | Mens jeg trækker vejret, håber jeg Klar i sjæl                                          |
| South Dakota   | Under God the people rule                                                             | Engelsk       | Under Gud styrer folket                                                                 |
| Tennessee      | Agriculture and Commerce                                                              | Engelsk       | Landbrug og handel                                                                      |
| Texas          | Friendship                                                                            | Engelsk       | Venskab                                                                                 |
| Utah           | Industry                                                                              | Engelsk       | Industri                                                                                |
| Vermont        | Freedom and Unity Stella quarta decima fulgeat                                        | Engelsk Latin | Frihed og enhed Lad den fjortende stjerne skinne                                        |
| Virginia       | Sic semper tyrannis                                                                   | Latin         | Således altid for tyranner                                                              |
| Washington     | —                                                                                     | —             | —                                                                                       |
| West Virginia  | Montani semper liberi                                                                 | Latin         | Bjergfolk er altid frie                                                                 |
| Wisconsin      | Forward                                                                               | Engelsk       | Fremad                                                                                  |
| Wyoming        | Equal Rights                                                                          | Engelsk       | Lige rettigheder                                                                        |

## Segl
| Alabama |
| Alabama |

| Alaska |
| Alaska |

| Arizona |
| Arizona |

| Arkansas |
| Arkansas |

| Californien |
| Californien |

| Colorado |
| Colorado |

| Connecticut |
| Connecticut |

| Delaware |
| Delaware |

| Florida |
| Florida |

| Georgia |
| Georgia |

| Hawaii |
| Hawaii |

| Idaho |
| Idaho |

| Illinois |
| Illinois |

| Indiana |
| Indiana |

| Iowa |
| Iowa |

| Kansas |
| Kansas |

| Kentucky |
| Kentucky |

| Louisiana |
| Louisiana |

| Maine |
| Maine |

| Maryland |
| Maryland |

| Massachusetts |
| Massachusetts |

| Michigan |
| Michigan |

| Minnesota |
| Minnesota |

| Mississippi |
| Mississippi |

| Missouri |
| Missouri |

| Montana |
| Montana |

| Nebraska |
| Nebraska |

| Nevada |
| Nevada |

| New Hampshire |
| New Hampshire |

| New Jersey |
| New Jersey |

| New Mexico |
| New Mexico |

| New York |
| New York |

| North Carolina |
| North Carolina |

| North Dakota |
| North Dakota |

| Ohio |
| Ohio |

| Oklahoma |
| Oklahoma |

| Oregon |
| Oregon |

| Pennsylvania |
| Pennsylvania |

| Rhode Island |
| Rhode Island |

| South Carolina |
| South Carolina |

| South Dakota |
| South Dakota |

| Tennessee |
| Tennessee |

| Texas |
| Texas |

| Utah |
| Utah |

| Vermont |
| Vermont |

| Virginia |
| Virginia |

| Washington |
| Washington |

| West Virginia |
| West Virginia |

| Wisconsin |
| Wisconsin |

| Wyoming |
| Wyoming |

## Øgenavne
Se engelsk Wikipedia for detajler: List of U.S. state and territory nicknames.
| Delstat       | Øgenavn                                       |
| ------------- | --------------------------------------------- |
| Alabama       | The Yellowhammer State The Heart of Dixie     |
| Alaska        | The Last Frontier                             |
| Arizona       | Grand Canyon State                            |
| Arkansas      | The Natural State                             |
| Californien   | The Golden State                              |
| Colorado      | The Centennial State                          |
| Connecticut   | The Constitution State The Nutmeg State       |
| Delaware      | The First State                               |
| Florida       | The Sunshine State                            |
| Georgia       | The Peach State                               |
| Hawaii        | The Aloha State                               |
| Idaho         | The Gem State                                 |
| Illinois      | The Land of Lincoln The Prairie State         |
| Indiana       | The Hoosier State                             |
| Iowa          | The Hawkeye State The Tall Corn State         |
| Kansas        | The Sunflower State                           |
| Kentucky      | The Bluegrass State                           |
| Louisiana     | The Pelican State The Bayou State             |
| Maine         | The Pine Tree State                           |
| Maryland      | The Old Line State                            |
| Massachusetts | The Bay State                                 |
| Michigan      | The Wolverine State The Great Lakes State     |
| Minnesota     | The North Star State The Land of 10,000 Lakes |
| Mississippi   | The Magnolia State                            |
| Missouri      | The Show Me State                             |

| Delstat        | Øgenavn                                |
| -------------- | -------------------------------------- |
| Montana        | The Treasure State                     |
| Nebraska       | The Cornhusker State                   |
| Nevada         | The Silver State The Battle Born State |
| New Hampshire  | The Granite State                      |
| New Jersey     | The Garden State                       |
| New Mexico     | The Land of Enchantment                |
| New York       | The Empire State                       |
| North Carolina | The Tar Heel State                     |
| North Dakota   | The Peace Garden State                 |
| Ohio           | The Buckeye State                      |
| Oklahoma       | The Sooner State                       |
| Oregon         | The Beaver State                       |
| Pennsylvania   | The Keystone State                     |
| Rhode Island   | The Ocean State Little Rhody           |
| South Carolina | The Palmetto State                     |
| South Dakota   | The Mount Rushmore State               |
| Tennessee      | The Volunteer State                    |
| Texas          | The Lone Star State                    |
| Utah           | The Beehive State                      |
| Vermont        | The Green Mountain State               |
| Virginia       | The Old Dominion                       |
| Washington     | The Evergreen State                    |
| West Virginia  | The Mountain State                     |
| Wisconsin      | The Badger State                       |
| Wyoming        | The Equality State                     |